# Alekséievka (Astracan)
|  | Per a altres significats, vegeu «Alekséievka (Volodarski)». |

Alekséievka — Алексеевка (rus) — és un poble a l'óblast d'Astracan, a Rússia, segons el cens del 2011 tenia 190 habitants.